# Virginia Slims of Los Angeles 1987
34°4′9″ пн. ш. 118°26′48.5″ зх. д. / 34.06917° пн. ш. 118.446806° зх. д.
Virginia Slims of Los Angeles 1987 — жіночий тенісний турнір, що проходив на відкритих кортах з твердим покриттям Manhattan Beach Club у Лос-Анджелесі (США). Належав до турнірів 4-ї категорії в рамках Туру WTA 1987. Тривав з 10 серпня до 16 серпня 1987 року. Друга сіяна Штеффі Граф здобула титул в одиночному розряді й отримала за це 50 тис. доларів США. Після цієї перемоги вона вперше в кар'єрі стала першою ракеткою світу.

## Фінальна частина

### Одиночний розряд
Штеффі Граф —  Кріс Еверт 6–3, 6–4
- Для Граф це був 8-й титул в одиночному розряді за сезон і 16-й — за кар'єру.

### Парний розряд
Мартіна Навратілова /  Пем Шрайвер —  Зіна Гаррісон /  Лорі Макніл 6–3, 6–4